# Daniel Lavoie
Daniel Lavoie, właściwie Gérald Lavoie (ur. 17 marca 1949 w Dunrea) – kanadyjski piosenkarz, aktor, poeta, prezenter radiowy, kompozytor i autor tekstów piosenek, który rozpoczął profesjonalną karierę muzyczną w latach 70.

## Życiorys
Urodził się w małej wiosce Dunrea w prowincji Manitoba jako najstarszy z sześciorga dzieci, ma dwóch braci i jedną siostrę oraz dwie siostry pochodzenia indyjskiego, adoptowane przez jego rodziców. Jego matka - gospodyni domowa i sklepikarka, była muzykiem i we wczesnych latach uczyła go grać na fortepianie. Swoją edukację muzyczną kontynuował we francuskojęzycznej szkole jezuitów na przedmieściu Św. Bonifacego w Winnipeg, w prowincji Manitoba. Daniel Lavoie zadebiutował jako muzyk w 1967 r. gdy wygrał eliminacje regionalne (Manitoba) w konkursie piosenki „Jeunesse oblige”, organizowanym przez Radio Canada w kategorii: wykonawca, kompozytor, autor tekstu. 
Mając dwadzieścia lat przyjął imię Daniel i przeniósł się do Montrealu. W latach 1969–70 w grał na fortepianie w pubach i barach. W 1973 ukazał się jego pierwszy singiel „J'ai quitté mon île”, który odniósł sukces także w Brazylii i Portugalii. Jego album „Nirvana bleu” (1979) stał się bardzo popularny. Stał się ulubieńcem Teatru Montparnasse w Paryżu w 1980 r. Wielkim wydarzeniem była jego rola Frollo w bardzo udanym musicalu Notre-Dame de Paris (1998-99), a piosenka „Belle” wykonywana wraz z Garou i Patrickiem Fiori stała się hitem. 
Żonaty z Louise Dubuc. Mają troje dzieci; dwóch synów Matthieu (ur. 1974) i Josepha (ur. 1988) oraz córkę Gabrielle (ur. 1984).

## Dyskografia
- A court terme (1975)
- Berceuse pour un lion (1976)
- Nirvana bleu (1979)
- Aigre doux, how are you? (1981)
- Cravings (1981)
- Tension attention (1983)
- 10 sur 10 (1984) (kompilacja)
- Daniel Lavoie (1986)
- Vue sur la mer (1986)
- Tips (1986)
- Olympia 87 (1987)
- Long courrier (1990)
- Chanson de la terre (1991)
- Douce heure (1991)
- Here in the heart (1992)
- Woman to man (1994)
- Ici (1995)
- Live au Divan Vert (1997)
- Où la route mène (1998)
- Comédies humaines (2004)
- Moi, mon Félix (2005)
- Docteur Tendresse (2007)
- J'écoute la radio (2011)

## Filmografia

### Filmy
- 1990: Entre l'effort et l'oubli (film krótkometrażowy)
- 1991: Le fabuleux voyage de l'ange
- 1994: Powrót Tomka Oszukańca (The Return of Tommy Tricker) jako biznesmen
- 1999: Notre-Dame de Paris (TV) jako Frollo
- 2002: Księga Ewy (The Book of Eve) jako Johnny Brancusi

### Seriale TV
- 2005: Félix Leclerc jako Félix Leclerc
- 1980: Boogie-woogie 47 jako Jean Lorion